# Separación de gases
La separación de gases puede referirse a cualquiera de una serie de técnicas utilizadas para separar gases, ya sea para dar múltiples productos o para purificar un solo producto. 

## Técnicas de adsorción por oscilación

### Adsorción por oscilación de presión
La adsorción por oscilación de presión (PSA) presuriza y despresuriza el gas alrededor de un medio adsorbente para adsorber selectivamente ciertos componentes de un gas, permitiendo que otros sean descartados selectivamente. 

### Adsorción por oscilación al vacío
La adsorción por oscilación al vacío (VSA) utiliza el mismo principio que el PSA pero oscila entre las presiones de vacío y la presión atmosférica. Las dos técnicas se pueden combinar y se denominan "adsorción por oscilación de presión de vacío" (VPSA) en este caso. 

### Adsorción por oscilación de temperatura
La adsorción por oscilación de temperatura (TSA) utiliza una técnica similar a otras técnicas de adsorción por oscilación pero alterna la temperatura en lugar de la presión. 

## Destilación criogénica
La destilación criogénica generalmente se usa solo para volúmenes muy altos debido a su relación de escala de costos no lineal, lo que hace que el proceso sea más económico a escalas más grandes. Debido a esto, generalmente solo se usa para la separación de aire.